# Године пролазе
Године пролазе (енг. As Time Goes By) је британска ситком серија која је почела да се емитује 1992. године на БиБиСи-ју. Серија прати везу двоје бивших љубавника који се неочекивано састају након што нису били у контакту 38 година. 
Радни назив серије је био Зима са цвећем али се није допао глумцима па су је преименовали. 
Потпоручник Лајонел и медицинска сестра Џејн упознали су се у лето 1953. и заљубили се али тада је Лајонел постављен да служи у Кореји. Он јој је писао, али она није примила писма. Због сложености ситуације, свака страна претпоставља да је друга изгубила интерес. Након ратне службе Лајонел је емигрирао у Кенију, постао плантажер за кафу и оженио се Маргарет, с којом се касније развео због "досаде". Неко време након развода вратио се у Енглеску. У међувремену, Џејн се такође удала и родила једно дете, Џудит. Након смрти њеног супруга, Џејн је отворила административну агенцију. Њена ћерка Џудит, стара 35 година, два пута се разводи и током већег дела серије живи са мајком и такође ради у агенцији.

## Улоге
- Џуди Денч као Џин Мери Хадркесл
- Џофри Палмер као Лајонел Хардкесл
- Моира Брукер као Џудит Џуди Дикон
- Филип Бредертон као Алистар Дикон
- Џени Фунел као Сенди Едвардс
- Џоан Симс као Маџ Дарбли Хардкасл
- Френк Мидлмас као Ричард Роки Хардкасл
- Мојра Фрејжер као Пени Џонсон
- Пол Чапман као Стивен Џонсон
- Џенет Хенфри као гђа Бејл
- Тим Вилтон као Лол Ферис
- Дејвид Мајклс и Дејвид Рајан као Хари, Сендин супруг

## Епизоде
| Сезона          | Број епизода | Премијера            | Премијера                |
| Сезона          | Број епизода | Први пут приказивано | Последњи пут приказивано |
| --------------- | ------------ | -------------------- | ------------------------ |
| 1. сезона       | 6            | 12. јануар 1992.     | 16. фебруар 1992.        |
| 2. сезона       | 7            | 10. јануар 1993      | 21. фебруар 1993         |
| 3. сезона       | 10           | 2. јануар 1994       | 6. март 1994             |
| 4. сезона       | 10           | 5 јануар 1995        | 7. мај 1995              |
| 5. сезона       | 7            | 7 јануар 1996        | 18 фебруар 1996          |
| 6. сезона       | 7            | 18. мај 1997         | 29. јун 1997             |
| 7. сезона       | 7            | 19. април 1998       | 31. мај 1998             |
| 8. сезона       | 6            | 30. јул 2000         | 1. септембар 2000        |
| 9. сезона       | 4            | 7. јул 2002          | 4. август 2002           |
| Специјал 1      | 1            | 11 август 2002       | 11 август 2002           |
| Специјали 2 и 3 | 2            | 10. децембар 2005    | 14. децембар 2005        |

### 1. сезона
| Бр. еп. | Наслов                  | Премијера         |
| --- | ----------------------- | ----------------- |
| 1 | ''Мораш да се сетиш''   | 12. јануар 1992.  |
| Налазимо Лајонела у хотелу у којем је одсео док врши измене своје (секретарска агенција неће слати женске дафтилографкиње у домове мушкараца). Џинина ћерка и запослена, Џудит, послата је код њега у хотелу и извини се након што је агенција првобитно обезбедила помоћног дафтилографа. Џудит прилично воли Лајонела и њих двоје излазе на вечеру, али док покупи Џудит код куће (у којој живи са својом мамом) препознаје Џудитину мајку Џејн и стара сећања навиру. Кад се Џудит врати, Џејн јој говори да су она и Лајонел били заљубљени пре 38 година, али кад га војска послала у Кореју на службу, он јој никада није писао. Следећег дана Лајонел каже Џудит да је писао њеној мајци, али Џејн никад није одговорио. Када се напокон састану у хотелу где одседају Лајонел како би схватили шта је пошло по злу у комуникацији свих тих година, открију да се Лајонелова писма изгубила у пошти. Договоре се да се виде некад. |                         |                   |
| 2 | ''Упознавати те, опет'' | 19. јануар 1992.  |
| Лајонел не зове Џејна и одлучује да напусти хотел пре него што друга дафтилографкиња буде послата, али док одлази издавач Алистер Деацон стиже и убеђује га да настави са писањем књиге Мој живот у Кенији. У међувремену, Санди, Џејнина секретарица компаније стиже да ради за Лајонела, али кажу да се одјавио. Кад Лајонел то сазна, одлази да види Џејна и они се онда слажу да се више не виђају. Али, врло брзо након тога Лајонел позива Џејна да иде на забаву коју организује Алистер те вечери, након што призна да се прехладио јер Џудит покушава да упали искрu романтике између своје маме и Лајонела. Џејн пристаје да присуствује забави. Обојица се осећају непријатно са свим младим људима, а Алистер покушава неспретно завести Џејна. |                         |                   |
| 3 | ''Купер чајник''        | 26. јануар 1992.  |
| Након што је посетила Џејну да јој каже да иде у Норвич, Лајонел се придружује њој и Џудит кад изађу на вечеру. Џудит рано одлази како би им дала времена заједно. Следећег дана одлазе у Бакингемшајр, где су провели време када су први пут били 1953, само да би открили да се све променило. Сви Лајонелови планови крену по злу док се њих двоје слепо врте по селу. Наилазе на познати хотел под називом где су као млади први пут водили љубав. По ћудљивости одлучују остати ту ноћ, али обоје убрзо одустану од идеје. |                         |                   |
| 4 | ''Изненађење''          | 2. фебруар 1992.  |
| Џејн и Џудит путују у Норвич да изненаде Лајонела док држи предавање о свом животу у Кенији. У возу им се придружује Алистер који читаво путовање проводи ћаскајући са Џејн. Лајонел остаје са "пријатељицом" Денис, а Џејн није импресионирана кад изненади Лајонела пре предавања. Предавање ометају студенти који мисле да је Лајонел убио слонове. Након вечере, Џејн иде на пиће с Алистером, Џудит попије пиће са директором факултета, а Лајонел се враћа код Денис. Међутим, након свађе он одлази. |                         |                   |
| 5 | ''Везе''                | 9. фебруар 1992.  |
| Алистер каже Лајонелу да ликове у књизи треба мало "хуманизовати", јер су му описи људи превише тачни, па Лајонел се враћа у хотел и одлази код Џејн да се обрати за помоћ. Сендипристаје да ради за њега, али Лајонел има проблема да ради оно што Алистер жели од њега, па га Џејн позове на вечеру како би она могла да му помогне. Након што Лајонел даје депресивној Џудити мало самопоуздања, она се заљубљује у њега а Алистер шаље цвеће и чоколаде Џејну. У међувремену, њена агенција добија другу подружницу. |                         |                   |
| 6 | ''Пикник''              | 16. фебруар 1992. |
| Алистер у 8 сати ујутро шаље бенд на кућни праг Џејн, а касније јој шаље горилаграм. Џудит инсистира да она, а не Санди, оде у хотел да буде Лајонелова секретарица, али каже Лајонелу да је Сендиболесна. Кад Лајонел открије да је Џудит заљубљена у њега, говори Џејн да се осећа нелагодно због тога. И Лајонел и Џејн су ласкави пажњом млађих људи, иако је међусобно негирају. Џејн, Лајонел, Џудит и Алистер заједно одлазе на излет. И Лајонел и Џејн сматрају да нису толико млади као некада и заспали су на трави. Они праве план с којим ће Џудит и Алистер се заљубити једно у друго. Након излета Џудит и Алистер су послани у шетњу. У међувремену, Џејн и Лајонел се слажу да им је драго што су поново заједно, а епизода се завршава пољупцем. |                         |                   |

### 2. сезона
| Бр. еп. | Наслов            | Премијера         |
| --- | ----------------- | ----------------- |
| 1 | ''Бели ловац''    | 10. јануар 1992.  |
| Алистер одлучује да ће насловна страна Мог живота у Кенији бити фотографија Лајонела. Лајонел се нервира због фотографисања и моли Џејн да пође с њим. У почетку она није за јер очекује важног клијента, али касније одлучује да остави Џуди и Сендида се позабави клијентом и оде да пружи подршку Лајонелу. На фото-снимању Лајонел је обучен у белог ловца који држи пушку са младом женом поред. Нервира се кад се Џејн смеје томе, али кад се врате у канцеларију, Џуди каже Лајонелу да је Џејн изгубила хиљаде фунти звог посла јер је пропустила клијента. |                   |                   |
| 2 | ''Викенд''        | 17. јануар 1992.  |
| Џуди каже Џејну да иде за викенд негде, али одбија да каже где или са ким. Касније, када Алистер каже Лајонелу да иде за Париз за викенд, Џејн мисли да он иде са Џуди, која то одбија да потврди или демантује. Лајонелу је донет примерак Мог живота у Кенији који ће бити објављен за три недеље. Након што и Џуди и Сендиохрабре Џејна да остане неко време сама са Лајонелом, Џејн у петак чини супротно и каже Лајонелу да је заузета цели викенд. Следећег дана, видевши Алистера, који ипак није отишао у Париз, Лајонел креће у Џејнину кућу. Међутим, Џуди се враћа кући раније и говори им да је сама отишла у Пангбурне како би Јану и Лајонелу пружила слободну кућу и оставила их саме. |                   |                   |
| 3 | ''Посета Рокију'' | 24. јануар 1992.  |
| Лајонел је депресиван због онога што више не може да ради након што он и Џејн крену на брод. Следећег дана Лајонел одводи Џејн у Хемшир да упозна његовог 85-годишњег оца, познатог као Роки. Отац им говори како ће се оженити за 78-годишњу Маџ, а он замоли Џејн да буде деверуша. Упознају и његову кућепазитељку, госпођу Бејл. Док одлазе, Лајонелов отац говори му да се ожени Џејн. Кад Лајонел касније каже Џејн, обојица одлучују да су "превише устаљени" да би се венчали. |                   |                   |
| 4 | ''Зашто?''        | 31. јануар 1992.  |
| Лајонел има проблема када покушава да купи ново одело за промоцију књиге. Касније се пита зашто тако успешан издавач попут Алистера толико времена троши на помоћ Лајонелу. Након што га је два пута питао, Алистер му на крају каже да му је 1947. Лајонелов отац позајмио 500 фунти да покрене издавачку фирму и Алистер му враћа услугу. Такође, Лајонел објашњава Џејн да му треба новац од продаје књига јер новац који је зарадио у Кенији може потрошити само у Кенији; а Џуди проводи ноћ са Алистером. |                   |                   |
| 5 | ''Неспоразуми''   | 7. фебруар 1992.  |
| Док су били у продавници плоча, Лајонел и Џејн налетели су на Џејнову сестру Пени. Потом имају чај у Јановој кући, а Џејн говори Пени да се она и Лајонел познају тек неколико месеци. Тог викенда, Џејн и Лајонел остају са Пени и њеним супругом Стивеном. Када Пени почне да говори о годинама након што је Џејнин муж умро, Џејн им говори да је Лајонел психијатар и мења тему. Касније, када Пени њихову везу назива "дружењем", Џејн је наводи да верује да она и Лајонел спавају заједно, што значи да им је додељен брачни кревет на одмору. |                   |                   |
| 6 | ''Крстарење''     | 14. фебруар 1992. |
| Кад се врате од одмора, Лајонел схвата да је оставио сат и зове телефоном Пени да је замоли да је потражи. Кад Пени позове да каже да га је нашла, она разговара с Џуди и говори јој да Џејн и Лајонел деле кревет. У међувремену, Лајонелу се нуди крстарење где ће одржати предавање о књизи, али Џејн не жели да крене када каже да може поћи са њим. Алистер предлаже да, због књиге, Џејн не прати Лајонела приликом одласка током промоције књиге и других јавних наступа, али Лајонел убрзо одбацује ту идеју. |                   |                   |
| 7 | ''Крстарење''     | 21. фебруар 1992. |
| Лајонел потписује копије своје књиге у Лондону, а Алистер имао људе у реду који су плаћени да га замоле да потпише књигу. У међувремену, Џејн, Џуди и Сендипричају свима које знају да им кажу да купују књигу, а Џејн лично купује 140 примерака. Касније Лајонел обилази Британију како би промовисао књигу. Након што је прочитао натпис у књизи која је Мом Пуу, Алистер исправно погађа да се односи на Џејн (Пу као Вини Пу јер Џин воли мед) и затим предлаже да напише књигу о овој мистериозној жени. Кад Лајонел сазна, он уништава идеју и затим каже Џејну да им је резервисао две карте за Париз.                                                                                        |                   |                   |

### 3. сезона
| Бр. еп. | Наслов                    | Премијера         |
| --- | ------------------------- | ----------------- |
| 1 | ''Увек имамо Париз''      | 2. јануар 1994.   |
| Џејн и Лајонел су у Паризу. Након повратка са шетње, Џејн се спријатељи са Аном , Енглескињом чији је супруг Тери са њом на меденом месецу али ју је напустио након што су се свађали када је током ноћи изнео "неразуман захтев" Током Аниног разговора са Џејн, Лајонел одлази да телефонира, желећи да изађе из "линије ватре". Џејн затим одлази на ручак с Аном, док Лајонел случајно упозна Терија у хотелском бару. Тери се тада напије, па га Лајонел води у своју и Џејнову собу да спава. Кад се Џејн врати, долази до прилично бурне свађе. Касније, кад нн оде у Џејн и Лајонел собу да каже да одлази, она види Терија, који се спремао да је види, пресвукао се и добила је тада погрешну идеју о ситуацији. Џејн их тада оставља да се надокнаде док Лајонел каже Џејн да је "неразуман захтев" то да је тражио од Ан да отвори прозор. Лајонел тада каже Џејну о телефонском позиву који је он раније обавио, а Џејн је одушевљен. |                           |                   |
| 2 | ''Рокијево венчање''      | 9. јануар 1994.   |
| Лајонел, Џејн, Џуди и Алистер окупљају се како би извели Санди, која је управо раскинула са својим дечком Ником, на вечеру. Међутим, када Лајонелов отац Роки стигне инсистира да они уместо њега оду у кафић Хард Рок, а затим позове Џуди, Сендии Алистер на своје венчање. На дан венчања, кум господин Фишвик се повредио, тако да је Лајонел кум, што значи да Алистер мора редати Маџ, а Џејн и госпођа Бејл су деверуше. Ово све утиче на Лајонела чудно. На пријему, Џејн се нервира због Лајонела јер је депресиван. Убрзо након што је Лајонел примио телефонски позив лекара свог оца, Лајонел тада даје веома добар говор на пријему. Након што Роки и Мадге одлазе, Лајонел каже Џејн да му је Рокијев доктор рекао да ће Роки имати среће ако живи још годину дана, отуда и говор. На путу до куће, Ник се извињава Сендии они седају на његов мотоцикл, док Џејн и Лајонел пристају да живе заједно.                                |                           |                   |
| 3 | ''Живот удвоје али где?'' | 16. јануар 1994.  |
| Дан након Рокијевог венчања, Лајонел и Џејн договорили су се да почну да живе заједно следећег дана. Међутим, обоје мисле да се други усељава у туђу кућу. Следећег дана, када Џуди и Алистер схвате то, они покушавају пронаћи Лајонела и Џејн, али обоје су кренули у потрагу за другим, што значи да нису код куће, када други стигне. Лајонела потом прими Метрополитанска полицијска служба због сумњичавог изгледа испред њене куће. Након што Џејн оде у полицијску станицу да га види, враћају се код ње и разговарају. Иако желе да живе заједно, обоје желе да се други пресели и не могу да постигну договор. |                           |                   |
| 4 | ''Покривање''             | 23. јануар 1994.  |
| Кад Пени позове, Џејн јој каже да се она и Лајонел не слажу уопште где ће живети. Џуди одлази код Лајонела и наговара га да оде код Џејн а Пени и Стивен су тамо и претварају се да је све у реду. Лајонел завршава у болници са сломљеним глежњем. Џејн убрзо паничи и реши се Пени и Стивена претварајући се да има џудо час и они се договарају да се састану сутрадан, а Џејн каже да би Стивен могао да види Лајонела, за кога мисли да је психијатар. Стивен признао да машта о својој зубарки. Кад се сви увече састану, Џејн говори Пени истину о томе када су се она и Лајонел први пут срели, а Лајонел тада каже да ће се уселити код Џејн. |                           |                   |
| 5 | ''Усељавање''             | 30. јануар 1994.  |
| Уз помоћ Алистера и Санди, Лајонел креће живети са Џејн. Девојке лажу да је Лајонел оставио већину својих ствари иза себе. Док се распакује, Џејн инсистира на уклањању њене фотографије Дејвида, њеног првог мужа, али Лајонел каже да не би требало. Алистер у пабу се састаје са Лајонелом и разговара о томе како би требало да Лајонел напише ТВ серију о његовој и Џејниној романтици, али он одбацује идеју. Алистер тада предлаже да одведе Џејн на вечеру у ексклузивни ресторан који зна а Алистер им затим резервише сто. Међутим, опет неразуман, Џејн је већ почела да кува специјалну вечеру и након свађе Лајонел отказује сто у ресторану. Касније једу у ресторану с рибом и чипсом када њено кухање пође по злу. |                           |                   |
| 6 | ''Подружница''            | 6. фебруар 1994.  |
| Џејн отвара другу подружницу агенције треба јој менаџер да га води. У међувремену, Алистер нуди Сендипримамљив посао персоналног асистента. Џуди очекује да ће бити изабрана за новог менаџера, али Џејн јој мора рећи да није квалификована за то. Џејн затим посао нуди Санди, која јој тада говори о Алистеровој понуди за посао. Џејн тада одлази код Алистера и прича о овоме. Алистер каже Џејн о својој идеји да Лајонел треба да напише ТВ мини серију о њима. Касније, након што су Сендии Џуди разговарали, Сендиотказује посао менаџера подружнице, али одлучује да остане у агенцији. Џејн покушава да убеди Лајонела да напише мини серију, док Алистер одлази у Америку како би разговарао о идеји са ТВ компанијом. |                           |                   |
| 7 | ''Мини серија''           | 13. фебруар 1994. |
| Алистер стиже усред ноћи са вестима из Америке: заинтересован је ЦБС за идеју о министеријама и потребан му је Лајонел да напише тест епизоду за два дана. Следећег јутра, Џејн интервјуише Сали Кертис као потенцијалног менаџера за другу подружницу агенције. Међутим, чини се да Џејн не може добити прави ауторитативни тон за интервју, јер касно стиже са поломљеном ципелом. У исто време, Лајонел се бори да смисли шта да напише. У уторак ујутро коначно завршава и односи то у Џејнову канцеларију да направи копије, али уместо тога успе да растресе свој рад. У последњем покушају да спасе минисерију, Лајонел и Џејн сусрећу се са представником ЦБС-а Мајком Барбосом и усмено представе емисију. Мајку се то допадне и жури да факсира свог надређеног: Си Лиебермана. |                           |                   |
| 8 | ''Пут за Лос Анђелес''    | 20. фебруар 1994. |
| Џејн и Лајонел стижу у Лос Анђелес да наставе радити на минисерији, али неспоразуми између Лајонела и телевизијских руководилаца узрокује да Џејн позове појачање: Алистер. Долазећи баш на време за састанак сутрадан, Алистер охрабрује Лајонела да се само сложи са оним што Си каже. На састанку, телевизијски руководиоци имају креативне предлоге за Лајонела који уништавају суштински концепт приче. Ипак, Лајонел следи Алистерове савете и пристаје на промене само да би Џејн тако разбеснео. Међутим, сукоб се прекида када један незадовољни писац упада да убије Сија због отказивања његове серије. Припадник наређује свима да леже на под, али Џејн одбија јер носи нову хаљину. То нервира Лајонела који тада разоружава нападача. Касније, Џејн и Лајонел откривају је дато зелено светло њиховој серији због спашавања Сија и због Џејнине искрености.                                                                         |                           |                   |
| 9 | ''Суочавање са Сали''     | 27. фебруар 1994. |
| Џејн и Лајонел враћају се из Лос Анђелеса. Лајонел се носи с очекиваним џетлегом упућујући се директно у кревет. Док Џејн креће на посао где од Сандија и Џуди добија лоше информације за управитељицу друге подружнице Сали. Љута, Џејн се жури да се суочи са Сали, али ефекти џетлега ипак је наводе да се повуче кући. У међувремену, Алистер обавештава Лајонела да му треба помоћ агенције како би започео рад на минисеријама. Лајонел се слаже, отићи ће у Џејнину агенцију да некога ангажује, али - као што је тренутно сво особље заузето - мора отићи у Салин огранак. Касније, у кревету, Џејн тражи Лајонелово мишљење о Сали, али не чује шта жели. Следећег јутра, Џуди обавести Џејна да је Лајонел у праву: љубоморна је на Сали. Додаје да би то само требало пустити и да се не оптерећује тим. Џејн се слаже - барем док не види секретарицу Сали додељену Лајонелу.                                                          |                           |                   |
| 10 | ''Проблеми, проблеми''    | 6. март 1994.     |
| Љубоморна, Џејн је Лајонелову секретарицу Сали нехотице отпустила и запослила госпођу Флак, која је склона одвлачењу пажње због личних анегдота - успоравајући посао. Када се породична хитна ситуација појави, Лајонел бежи у болницу где су Роки и Мадге. Касније се Џуди и Сендистижу да их забављају, али их медицинска сестра избаци због тога што су "превише безобразне". На крају се Џејн и Лајонел враћају кући и открију да нова секретарица, коју је Лајонел заборавио раније, још увек спава и хрче. Након што ју је послала кући, Лајонел признаје да ће је сада морати задржати јер је била тако посвећена свом послу. |                           |                   |

### 4. сезона
| Бр. еп. | Наслов                   | Премијера       |
| --- | ------------------------ | --------------- |
| 1 | ''Кућа пуна жена''       | 5. март 1995.   |
| Након свађе са својим дечком Сендидолази да се пресели са Лајонелом, Џејном и Џудит. У међувремену, Лајонел је бесан, јер ће она спавати у резервној спаваћој соби која је требала постати његова радна соба. |                          |                 |
| 2 | ''Писање''               | 12. март 1995.  |
| Док се Лајонелове потешкоће са госпођом Флак настављају, Џејн се сусреће са Дејзи - Лајонеловом бившом секретарком која је нехотице отпустила Сали са радног места. Алистер се суочио с Лајонелом са захтевом за још "врелију" сцену за мини серију. Док је у кући, Алистер сазнаје да се Сендиуселила док он и Џудит заједно траже стан. Покушава да разговара са Џудит. Касније је откривено да госпођа Флак уређује кућу - укључујући одећу Џуди и Сенди- без одобрења, и размишља да је мора отпустити. Госпођа Флак стиже одмах следећег јутра на штаке и опет немају срца да је отпусте ...                |                          |                 |
| 3 | ''Отарасити се Гвен''    | 19. март 1995.  |
| Лајонел и госпођа Флак покушавају да напишу интимну сцену за мини серију, али госпођа Флак наставља да се деконцетрише и не ради оно што треба. Џејн се враћа кући са планом да се реши госпође Флак, али на срећу госпођа Флак даје отказ прва, након што је добила позив да помогне рођаку. Лајонел готово све уништава. Такође, Алистер тражи од Џудит да се усели са њим, али она га одбија јер "то није довољно". |                          |                 |
| 4 | ''Афера''                | 26. март 1995.  |
| Пени долази у Лондон након што напусти Стивена јер има аферу са својом медицинском сестром, госпођице Бриз. У разговору с Лајонелом, Стивен признаје да није имао аферу; само планира забаву изненађења за 25. годишњицу за Пени. Он не говори Пени истину о "афери" како би странка задржала тајну. Дејзи се враћа као Лајонелова секретарица. |                          |                 |
| 5 | ''Вести о добродошлици'' | 2. април 1995.  |
| Мајк Барбоса долази да види Лајонела о прецизном прилагођавању сценарија и жели да види Рокијеву кућу као могућу локацију за снимање дела мини серије. Мајк воли кућу; штавише, он жели да госпођа Бејл игра Лајонелову дадиљу у филму што изненађује Лајонела јер у његовом сценарију нема сцена из детињства. Госпођа Бејл је запањена и импресионирана је тиме што Мајк описује њено лице као „Плантагенет“, али одбацује Мајкову понуду за улогу у филму. Након што су Мајк и Алистер отишли, Роки и Мадге откривају намеру да Лајонелу дају кућу. Сад са нечим значајним да јој понуди, Лајонел проси Џејн. |                          |                 |
| 6 | ''Годишњица''            | 9. април 1995.  |
| Припрема се прослава 25. годишњице брака Пени и Стивена. Проблем је у томе што је Стивен позвао госте на једну ноћ и резервисао забаву за другу. Иако је Пени прикладно изненађена, они немају где да прославе или проведу ноћ. Алистер успева да закорачи и сачува дан. Лајонел и Џејн су изненађени бројем бракова који су пред разводом. |                          |                 |
| 7 | ''Припрема за венчање''  | 16. април 1995. |
| Док Лајонел говори о мини серији, Џејн је усред припрема за венчање. Док купује савршену хаљину, она успева да је оптуже за крађу. Припреме постају непријатне када је Лајонел изгубио живце са завесама, а девојке нису стручне за сређивање врта. Алистер пружа велику помоћ. |                          |                 |
| 8 | ''Нервоза пред венчање'' | 23. април 1995. |
| Стиже дан венчања Лајонела и Џејн. Лајонел се нашао нервозан, док се Џејн мора носити са Пениним мешањем и штуцањем. У међувремену, Роки и Мадге нестају негде у Чизвику, а на Конгу је, Алистеровом бициклистичком пријатељу, да их пронађе на време за пријем. |                          |                 |
| 9 | ''Џудина нова романса''  | 30. април 1995. |
| Џејн и Лајонел враћају се са меденог месеца како би открили да Џуди има нову романсу, која је прилично нејасна. У међувремену, Сенди осећа као да у кући има превише жена. |                          |                 |
| 10 | ''Побољшања?''           | 7. мај 1995.    |
| Породица одлази у кућу у Хемшир како би гледала Лајонелове мини серије како се снимају. Шокиран је и незадовољан режисерским избором глумаца и њиховим костимима, као и бројем и опсегом репризе његовог сценарија. Они такође морају да се суоче са непријатним директором. Џејн разматра пензију. |                          |                 |

### 5. сезона
| Бр. еп. | Наслов                    | Премијера         |
| --- | ------------------------- | ----------------- |
| 1 | ''Село''                  | 7. јануар 1995.   |
| Лајонел и Џејн одлучују се за миран викенд заједно на селу у Рокијевој кући, када Роки и Мадге одлазе у Монголију. Стално их узнемирава стални ток посетилаца, који укључују веома живахну групу мештана који инсистирају на томе да раде све заједно. Џејн и Лајонел почињу да се осећају преплављени људима и питају се да ли ће им излети за викенде бити тихи као што су се надали. Таман кад помисле да не може бити горе, Пени и Стивен стижу без икаквог упозорења - али решавају их се након мало подвале од стране госпође Бејл. |                           |                   |
| 2 | ''Лајонелова бивша жена'' | 14. јануар 1995.  |
| Лајонел добија неочекивано писмо од своје бивше супруге Маргарет која жели да се нађу. Лајонел моли Џејн да дође заједно, уверавајући је да не мора да се "облачи лепо да би је импресионирала", јер је његова бивша супруга увек била врло досадна. Маргарет стиже сва у дијамантима. У међувремену, Џејн је забринута због дружења између Алистера, Џудит и Санди. |                           |                   |
| 3 | ''Лајонелов нов хоби''    | 21. јануар 1995.  |
| У потрази за нечим чиме би испунио своје време, Лајонел се бави израдом модела, али брзо га збуњују ситни комади брода који је одабрао да изгради. Алистер покушава да помогне, тражећи од Лајонела да адаптира нејасну књигу за филм или телевизију. Сендиизлази с Алистером, а на своју љутњу проводи вече разговарајући о Џудитиним добрим странама личности. Седеће код куће Алистера, Сендии Џудит разговарају о ситуацији, слажу се да је Џудитин однос са Алистером мора да се среди и буде јасан.                                 |                           |                   |
| 4 | ''Избегавајући село''     | 28. јануар 1995.  |
| Током другог напорног викенда на селу, Лајонел и Џејн су позвани против пресуде да присуствују роштиљу, где су открили да је једног од њих претукао њен баштован, Лол Ферис. након неслагања. Лајонел говори комшијама на селу да неће бити део њихове групе, остављајући их препун беса. Роки и Мадге се враћају из Монголије и честитају Лајонелу и Џејну што су поставили комшије на њихово место. |                           |                   |
| 5 | ''Планови за емитовање''  | 4. фебруар 1995.  |
| Лајонелова мини-серија "Само двоје људи" започела је емитовање у Америци. Алистер се појављује с планом да их поведе у Њујорк и да одседну у ексклузивном хотелу. Одбијају, али Џуди и Сендиуместо тога путују и нестрпљиво чекају наступ. Као што су се плашили и очекивали, уплитање сценариста довело је до катастрофе резултирајући отказивањем. Алистер криви себе, а по повратку у Енглеску покушава потпуно избећи породицу, све док га након случајног сусрета на улици не увере да није његова грешка.                           |                           |                   |
| 6 | ''На вратима смрти''      | 11. фебруар 1995. |
| Кад Пени одлази на мању операцију, она тврди да је пред вратима смрти. Стивен остаје са Џејн и породицом док је Пени у болници. Ствари су више узбуркане Пениним предумишљајима и цимерком који тврди да је Џејн Присила Блек (енглеска водитељка). Лајонел још једном прича шалу о папагају коју нико не схвата. |                           |                   |
| 7 | ''Засипани поклонима''    | 18. фебруар 1995. |
| Након што су испричали причу о селу, Џејн и Лајонел су засипани поклонима мештана који су чули ту причу о томе шта се заиста догодило. Алистер предлаже начин да Лајонел искористи кућу на селу како би зарадио новац, а Лајонел разговара о Рокију о том питању. Сендипитају сва браћа Ферис на састанак и забављају се с читавом екипом у локалном пабу, где су пића бесплатна, а Мадге целу ноћ пева кантри песме. Лајонел и Џејн рано одлазе - и, на изласку, морају се борити са мештанима села још једном.                          |                           |                   |

### 6. сезона
| Бр. еп. | Наслов                            | Премијера     |
| --- | --------------------------------- | ------------- |
| 1 | ''Пратилац''                      | 18. мај 1997. |
| Сендисумња да су је пратили ноћу док је шетала кући, а Лајонел одлази напоље како би пронашао пратиоца. Девојке се плаше за Лајонелову сигурност, али он инсистира на томе да је ће бити добро. Алистер се узбудио са ситуацијом и позвао насилника "Нејлс". Касно једне ноћи, кад се Џуди и Сендишетају кући, Џејн и Лајонел излазе како би зауставили пратиоца. Хватају га и схватају да је то само тинејџер који је заљубљен у Сенди. У међувремену продавачица сматра да је Лајонел крадљивац у њеној радњи. |                                   |               |
| 2 | ''Психијатар''                    | 25. мај 1997. |
| Џејнино понашање преузимања непотребног посла из секретарске агенције забрињава Џуди и Санди. Такође видимо да Џејн потајно виђа психотерапеута. На крају она то открива Лајонелу и каже да је забринута поводом пензионисања. Лајонел се узнемири и тврди да она поступа као да је посао важнији од њега. Џејн види смисао, коначно се обавезајући да се пензионише. |                                   |               |
| 3 | ''Вечера''                        | 2. јун 1997.  |
| Пени и Стивен се у Лондону састају са Џејн и Лајонелом на вечери. Да би избегли тему њене пензије, држе Стивена у средишту расправе цело вече. То је прилично лако јер Стивен једва чека да разговара о многим тривијалним темама. Пени то утврди сутрадан и суочи се са Џејн, која се извињава због неискрености. Али кад Џејн открије истину - да је видела психотерапеута, да је Сендинедавно избацила перверзњака и да Џуди виђа ожењеног мушкарца - Пени јој не верује. |                                   |               |
| 4 | ''Шта није у реду са гђом Бејл?'' | 8. јун 1997.  |
| Џејн и Лајонел одлазе у Хемшир и виде Рокија и Мадгеа, али откривају да се госпођа Бејл понаша "изразито чудно". Они безуспешно покушавају да пронађу оно што је мучи док је дискретна, али им не успева. Лајонел намерава да је пита након вечере, али он се разболи, од неких бубица које обилазе и одлазе рано у ноћ. Следећег дана, Џејн позове локалног лекара, за кога утврде да је патолог. Док се Лајонел жали на њега, постаје очигледно да је доктор изазвао лоше расположење госпође Бејл коментаришући њену старост. |                                   |               |
| 5 | ''Алистерова веридба''            | 15. јун 1997. |
| Алистер најављује Џејн, Лајонелу, Џуди и Сендида се верио с девојком по имену Меркјури, што шокира све, посебно Џуди. Сви планирају да се састану са паром у једном ресторану, али Џудин најновији дечко, Пол, спортски новинар који је одвојен од супруге, одустаје од вечере правећи се да има неки задатак на послу. Управо тада веома висока девојка која изгледа упечатљиво и претпостављају да је ово Алистерова вереница, а он долази сам тврдећи да је она раскинула веридбу са њим. Лајонел тихо закључује да је ово заправо био још један од покушаја Алистера да придобије Џуди назад, а Меркјури никада није постојала.                                                                  |                                   |               |
| 6 | ''Кућа поред''                    | 22. јун 1997. |
| Лајонел, Џејн, Џуди и Сендичују звуке из суседне куће у којој нико не живи. У страху од криминалца, они зову полицију. Тада сазнају да је то било само чишћење бившег комшије. Када полицајац стигне, Џејн моли Сендида објасни грешку. Полицајац Хари пита Сендиза састанак и она пристаје. Пени и Стивен разматрају да се уселе у кућу поред Џејна и Лајонела, који су згрожени идејом и покушавају да одврате Пени. Алистер је смислио план да их надмаши и касније приватно прода кућу, али Џејн и Лајонел одбацују ту идеју. Стивен који заправо не жели да се пресели, тајно телефонира вишу цену под лажним именом. Алистер ионако купује кућу јер је Стивенова лажна понуда постала највећа. |                                   |               |
| 7 | ''Изненађење за Џен''             | 29. јун 1997. |
| Џејн сугерира да јој је досадно, а Лајонел, захваљујући помоћи од Алистера, Џуди и Санди, приређује изненађење у вили на Барбадосу иако то не иде баш по плану. Лајонел такође налази писмо које је послао Џејн из Кореје, оно које је изгубљено у пошти, на изложби у царском ратном музеју. Епизода се завршава проширеним делом тематске песме која свира док Џејн на крају прочита писмо. |                                   |               |

### 7. сезона
| Бр. еп. | Наслов                              | Премијера       |
| --- | ----------------------------------- | --------------- |
| 1 | ''Пардон''                          | 19. април 1998. |
| Лајонел слабо чује и све је горе и горе, али нико му не жели рећи, а посао је препуштен Алистеру који се нађе мора да нађе начин да то уради. У међувремену, Џејн се мора носити са потешкоћама које има са видом. |                                     |                 |
| 2 | ''Стари пламен''                    | 26. април 1998. |
| Џејн добија позив старог пријатеља који ју је контактирао након што је у локалним новинама видео рекламу за њен посао. Позива је на вечеру због старих времена, али испада да је добро променио живот од живахног младића којег се сећа и сада старијег мушкарца који очигледно има проблема са пићем. У међувремену, она и Лајонел родитељски се занимају за Харија, Сандијевог дечка полицајца, и испитују његову личност и понашање. |                                     |                 |
| 3 | ''Нове комшије''                    | 3. мај 1998.    |
| Џејн жели да зна ко се преселио у суседним просторијама и забавља породицу својим напорима као шпијунка. |                                     |                 |
| 4 | ''Бајпас''                          | 10. мај 1998.   |
| Џејн и девојке укључују се у протест у селу због нове обилазнице у близини куће Лајонеловог оца и одмах се залажу. Лајонел жели да остане неутралан. Даља истрага доводи до детаља које је Џејн превидела и пружа јој изненађење. |                                     |                 |
| 5 | ''Превише стар или превише бучан?'' | 17. мај 1998.   |
| Очекује се да ће Стивен и његова супруга Пени бити у посети. Будући да се сматрају прилично досадним, највише их изненађује када они стигну на различите начине превоза да објаве да имају проблема око нечега што је Стивен рекао. (Госпођа Бриз, Стивенова помоћница, одлази у пензију, а Пени жели да јој буде замена. Стивену се не свиђа идеја али не говори својој жени зашто.)                                                   |                                     |                 |
| 6 | ''Журка за старије људе''           | 24. мај 1998.   |
| Џејн, Лајонел, Алистер, Џудит, Сендии Роки приредили су забаву у локалној црквеној сали за старе људе, на којој морају да разговарају са њима и за које је утврђено да су несрећни. Аластаир, који је од пријатеља позајмио неку опрему за озвучење дискотеке, има савршено решење. |                                     |                 |
| 7 | ''Веридба''                         | 31. мај 1998.   |
| Џејн је нестрпљива да опет повеже Сендии Харија, после свађе због Харијеве страсти према спорту. Данканови нагло празне кућу поред Џејнине куће, а Џудит предлаже да она и Алистер треба да је купе и да се уселе. Алистер, изненађен изгледом старе пријатељице са факултета, предлаже јој брак из погрешног разлога. |                                     |                 |

### 8. сезона
| Бр. еп. | Наслов                    | Премијера        |
| --- | ------------------------- | ---------------- |
| 1 | ''Лични проблем''         | 30. јул 2000.    |
| Алистер пита Лајонела да ли жели да потписује књиге у Токију; али тада улази Џуди, која је недавно прекинула веридбу са Алистером, и сумња да Џејн покушава да их помири заједно. Џејн објашњава присуство Алистера рекавши да Лајонел има лични проблем. Девојке покушавају да открију шта није у реду са њим, да би се на крају то претворило у фијаско. |                           |                  |
| 2 | ''Животињски магнетизам'' | 6. август 2000.  |
| Лајонела следи пас, а остатак породице очајно га жели задрзати, али убрзо га тражи његов законити власник. Џуди одбија Алистерову понуду вечерњег изласка, а Сендиприхвата, и то нервира Харија који је на слободан, а затим је наговорио Џуди да оду у биоскоп, понуду коју прихвати - а онда открије да је у питању филм о бејзболу.                     |                           |                  |
| 3 | ''Купатило''              | 13. август 2000. |
| Након што Лајонел случајно уђе у купатило док је Сенди у кади, Џејн оптужује Сендида је врата оставила откључана па одлучује да морају имати друго купатило. Сендисе на кратко пита да ли треба да оде. Друго купатило показује се скупљим него што је Џејн предвидела.                                                                                    |                           |                  |
| 4 | ''Изненадне вести''       | 20. август 2000. |
| Пени и Стивен најављују планове за пензију у Шпанији. Лајонел паничи јер нема властити пензијски план. |                           |                  |
| 5 | ''Несавршена будућност''  | 27. август 2000. |
| Лајонел је и даље забринут за своју финансијску будућност и Алистер му предлаже да прода сеоску кућу. Лајонел и Џејн одлучују да продају кућу, али ко ће рећи госпођи Бејл и Лол да су без посла? Лајонел и Џејн одлазе на село да обавештавају све о својој одлуци, а Роки на крају зове и понуди да купи кућу од Лајонела, како би све остало исто.      |                           |                  |
| 6 | ''Ићи онлајн''            | 27. август 2000. |
| Џејн жели да буде у току, па се прикаче на интернет. Алистер је близу банкрота - па, барем до његовог последњег милиона. |                           |                  |

### 9. сезона
| Бр. еп. | Наслов                              | Премијера       |
| --- | ----------------------------------- | --------------- |
| 1 | ''Не може свако имати срећан крај'' | 7. јул 2002.    |
| Будући да је Алистер коначно постао реалан човек, Џудит прихвата Алистеров предлог за брак током сцене у којој пред Џудит, Џејн и Лајонел драматично утискује свој мобилни телефон како би га уништио и прети да ће запалити свежањ склапања новца из иностранства пре него што га Џудит одбије. У међувремену, Хари се поново појављује, унапређен у полицији и нуди му се могућност да буде упућен у Канаду. |                                     |                 |
| 2 | ''Још једна просидба''              | 14. јул 2002.   |
| Венчање се планира за велики дан Џудит и Алистер, за које Џејн у почетку претпоставља да ће бити код куће све док Џудит не каже да ће, ако се Роки сложи, она радије имати у селу пријем у његовој кући. На њен ужас, Алистер одмах почиње да прави планове за свечану церемонију, уз помоћ Рокија, можда чак укључујући и Лондонски симфонијски оркестар, све док га Лајонел тихо не убеди да жели само миран пријем. У међувремену, Алистера су погодили напади панике са повременим несвестицама и сузним истицањима емоција. Стивен најављује да ће добити Орден британске империје за услуге у стоматологији, а Пени има визије великог друштвеног живота због којих могу пропустити венчање. |                                     |                 |
| 3 | ''Венчање''                         | 21. јул 2002.   |
| На дан венчања Џудит и Алистер, упркос споредним ефектима Алистеровог лека за нападе панике, све креће наопако јер његов кум Гастон морао отказати након одласка у болницу са сломљеном ногом, а Стивен је случајно одбио његову доделу ОРдена због неспоразума са обрасцима који су му послати. Џејнини напори да се на рецепцији поново окупе Сендии Хари делимични су успех, а на крају их се види на софи како се држи за руке, а Хари се онесвестио након превише шампањца. |                                     |                 |
| 4 | ''Шта сада?''                       | 4. август 2002. |
| Кад су се Џудит и Алистер венчали и направили кратки предах да би могао да је одведе преко прага, Џејн и Лајонел размишљају шта сада док је помагао бескућници по имену Дејв. Хари проси Сенди пре него што је планирано да оде у Канаду. У последњи тренутак схвата да има карту само за себе, али не и за Санди, али као и увек, брз телефонски позив Алистера спашава дан. |                                     |                 |

### Специјал 1
| Бр. еп. | Наслов                      | Премијера        |
| --- | --------------------------- | ---------------- |
| 1 | ''Мораш да се сетиш овога'' | 11. август 2002. |
| Специјална епизода је облик клипске емисије, са тек снимљеном причом о Џејн и Лајонелу, која одражава догађаје приказане у клиповима. |                             |                  |

### Специјал 2
| Бр. еп. | Наслов        | Премијера          |
| --- | ------------- | ------------------ |
| 1 | ''Први део''  | 10. децембар 2005. |
| Џејн је забринута за унуке, Џуди и Алистер открију да имају проблема са зачећем, Сендии Хари се селе у Лондон из Канаде, а Џејн упознаје Лајонеловог сина, Патрика, из Кеније.                      |               |                    |
| 2 | ''Други део'' | 14. децембар 2005. |
| Џуди и Сенди изводе страшан трик за Пени и Стивена. Читава проширена породица се окупља када је Роки повређен у плесу, а Стивенова настојање да постане славна особа доводи до повреде њега и Пени. |               |                    |